# Marrabenta
Der Marrabenta ist eine Form der mosambikanischen Tanzmusik. Die Bezeichnung leitet sich vom portugiesischen rebentar, bzw. umgangssprachlich arrabentar ab, was so viel wie brechen, platzen, explodieren bedeutet.
Die Ursprünge des Marrabenta liegen in Maputo der Hauptstadt von Mosambik. Die Musikform hat Einflüsse aus der mosambikanischen und portugiesischen Folkmusik und aus der westlichen Popmusik. Gespielt wird oft mit einfachen oder improvisierten Instrumenten. Die Texte sind ursprünglich meist in lokalen Slangs, inhaltlich reicht die Spannweite von Sozialkritischem bis zu Liebesliedern. Frühe benennbare Vertreter dieser Musikform waren Fany Mpfumo und Dilon Djindji, Letzterer begann seine Karriere um 1939. Populär wurde der Marrabenta in den 1980er Jahren mit Bands wie Eyuphuro und dem Orchestra Marrabenta Star de Moçambique. In jüngerer Zeit vor allem durch die Band Mabulu, die auch mehrfach durch Europa tourte.